# Sakazuki Rock
Der Sakazuki Rock (japanisch さかずき岩 Sakazuki-iwa, deutsch ‚Trinkschalenfelsen‘) ist ein strukturloser Felsvorsprung an der Kronprinz-Olav-Küste im ostantarktischen Königin-Maud-Land. Er ragt unmittelbar westlich des Tama Point auf.
Luftaufnahmen und Vermessungen einer von 1957 bis 1962 dauernden japanischen Antarktisexpedition dienten seiner Kartierung. Japanische Wissenschaftler nahmen auch 1962 die Benennung vor, die das Advisory Committee on Antarctic Names 1975 in einer Teilübersetzung ins Englische übertrug.